# Шевоше Ланкастера (1356)

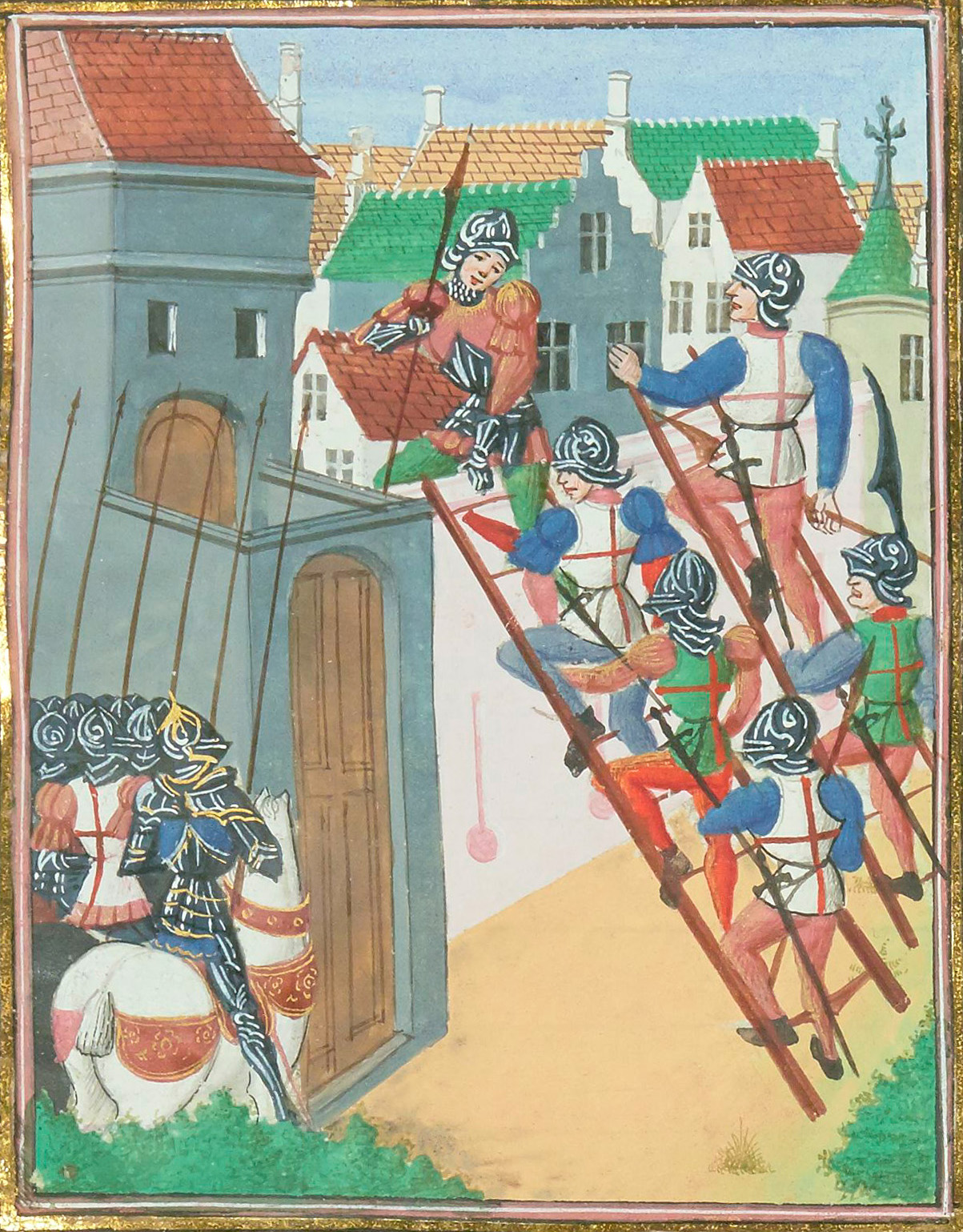
Иллюстрация к хронике Филиппа де Мазероля (1470—1479

Шевоше Ланкастера (англ. Lancaster's chevauchée) — грабительский рейд английской армии под командованием Генри Гросмонта, герцога Ланкастерского, по Нормандии, предпринятый в июне-июле 1356 года, на первом этапе Столетней войны (Эдвардианская война).

## Рейд
Знать Нормандии восстала против французской короны, и король Англии Эдуард III в 1356 году направил туда отряд Генри Гросмонта, герцога Ланкастерского, изначально предназначенный для участия в войне за бретонское наследство. 18 июня герцог высадился в Котантене и встал во главе 500 всадников и 800 лучников. К нему присоединились Филипп Наваррский с 200 нормандцами и Роберт Ноллис, под началом которого было 800 человек из английских гарнизонов в Бретани.
24 июня Ланкастер вторгся в ту часть Нормандии, которую контролировал французский король. С этого момента его армия, рассредоточившись, грабила и разоряла вражескую территорию, сжигая все населённые пункты и обходя сильные крепости, которые не получалось взять сходу. Приближение англичан заставило французов снять осаду с Ториньи-сюр-Вир и Бретея. 4 июля Ланкастер разграбил Вернейль. 6 июля, находясь в этом городе, он узнал о приближении короля Иоанна Доброго с большой армией (численный перевес французов мог быть десятикратным) и начал отход. Иоанну не удалось догнать англичан, так что они 13 июля вернулись в Монтебур.
Рейд стал успешным: за три недели англичане прошли 530 км, освободили от осады две важных крепости, нанесли значительный ущерб экономике Северной Франции и престижу короля Иоанна. К тому же Ланкастер отвлёк внимание французов от юго-запада, где готовился к большому походу Эдуард Чёрный принц.